# Supreme Commander
Supreme Commander (укр. Головнокомандувач) — відеогра жанру стратегії в реальному часі, розроблена творцем гри Total Annihilation (1997) Крісом Тейлором і його компанією Gas Powered Games. Гра є духовним послідовником Total Annihilation, використовуючи ті ж принципи ігрового процесу.
Supreme Commander має доповнення Supreme Commander: Forged Alliance та продовження Supreme Commander 2.
Особливість Supreme Commander полягає в масштабних боях із застосування різних родів військ і Броньованій Командній Одиниці (англ. Armored Command Unit) — основі баз кожної фракції, яка є двоногим мехом, здатним будувати споруди і самостійно воювати, слугуючи втіленням гравця на полі бою.
Події гри відбуваються в далекому майбутньому (3844 рік), коли людство розділилося на три фракції: Об'єднана Федерація Землі, Кібрани та Еон, між якими вже тисячу років триває війна, що наближається до завершення. Гравцеві належить визначити яка з них здобуде перемогу.

## Ігровий процес

База ОФЗ, їхні війська та БКО обороняються від нападу

### Основи
Гравець виступає в ролі командира військової бази та армії. Битви відбувається на місцевостях, розміри яких можуть досягати ігрових 81 км на 81 км. Втіленням гравця є Броньована Командна Одиниця (БКО), рухомий аналог командного пункту, що генерує ресурси та зводить споруди. На початку кожного бою гравець володіє БКО з допомогою якої зводяться споруди для добування енергії, конструювання військ і оборони. Пізніше він може битися поряд із замовленими на фабриках військами. При знищенні БКО спричиняє ядерний вибух, а сам факт знищення БКО означає поразку. Армії налічують різноманітні види військ, які можна оглядати як зблизька, так і у великому масштабі на всій карті. В такому разі моделі військ і споруд замінюється піктограмами.
Головних ресурсів два: матерія та енергія. Матерія добувається зі спеціальних точок на карті, енергія — електростанціями і реактором БКО. Обмежену кількість матерії можна отримати БКО та інженерами з каменів, остовів техніки, руїн, а з рослин — енергію. При цьому прибуток на секунду важливіший за загальну кількість. За будівництва спеціальних пристроїв можливе також перетворення енергії на матерію. Максимальний обсяг ресурсів обмежений наявністю їхніх сховищ.
Виробництво військ можна автоматизувати. Так, на фабриках є опція задати нескінченне продукування вказаних одиниць, або повторення циклу виробництва кількох їх типів. БКО та інженери здатні виконувати чергу будівництв.

### Війська
Кожна з ігрових фракцій має свій набір військ і споруд. Всі бойові одиниці після знищення певного числа ворогів набирають досвід, який посилює броню, а також (у продовженні «Forged Alliance») дає можливість до саморемонту або прискорює його. В грі наявні такі роди військ:
- Наземні: інженери, розвідники, роботизована піхота, легкі і важкі танки, рухомі генераторів щитів, мобільні артилерійські установки;
- Повітряні: літаки-розвідники, ударні вертольоти, винищувачі, транспортники, бомбардувальники;
- Водні і амфібії: тактичні і стратегічні підводні човни, есмінці, крейсери, кораблі розвідки / контррозвідки, лінкори й авіаносці;
- Стаціонарна техніка та будівлі, зокрема обороні бойові установки, далекобійна артилерія та шахти з тактичними і стратегічними ракетами, що часто дозволяють знищити ворожу базу, при цьому не покидаючи власної.

Гра дозволяє задавати алгоритми дій військ. Наприклад, в якому порядку будувати споруди, наказати рухатися складним маршрутом за ключовими точками, чи вказати звідки куди десантувати армії.
БКО може бути вдосконалена збільшенням запасу міцності, посиленням зброї, встановленням додаткових пристроїв.

### Розвиток технологій
Техніка та споруди поділені на чотири послідовні технологічні рівні. Кожен наступний розвиненіший за попередній, дозволяючи створювати ефективніші армії та розробляти нові тактики. Досягнення кожного здійснюється модифікацією фабрик, БКО та виробництва інженерів вищих рівнів на відповідно модифікованих фабриках. При цьому нові технології додаються до старих.
- Перший: початковий технологічний рівень. Дозволяє створювати базові споруди: добувачі ресурсів, фабрики наземної, повітряної і водної техніки. Фабрики можуть створювати інженерів першого рівня і слабкі бойові одиниці: розвідників, легких штурмових роботів, катери і легкі винищувачі або бомбардувальники. Війська і споруди цього рівня дешеві і створюються швидко.
- Другий: надає різнопланові оборонні споруди, споруди підтримки, такі як генератори щитів, радари. Споруди і бойові одиниці потужніші і відповідно дорожчі та довше будуються. Набір військ розширюється важкими танками, амфібіями, мобільними ракетними установками, крейсерами, транспортними літаками і винищувачами-бомбардувальниками. На цьому рівні кожна фракція отримує унікальні для неї технології, такі як маскування.
- Третій: найдосконаліший з основних трьох рівнів. Надані ним технології найвищі, але найдорожчі і найдовше створюються: облогові танки, важкі крейсери, підводні човни, авіаносці, стратегічні бомбардувальники. Інженери цього рівня можуть будувати квантові брами, щоб доставляти на поле бою додаткових Броньованих Командних Юнітів. Стає можливим будувати експериментальні війська.
- Експериментальний: представлені лише 3-ма юнітами в кожній фракції. Вони мають найпотужніше озброєння та найбільший запас міцності, але найдорожчі та найдовші в будівництві. Такі війська здатні переломити хід бою і самотужки знищити невелику армію. Замовляються вони тільки на спеціальних експериментальних фабриках.

Деякі споруди можуть бути вдосконалені з нижчих технологічних рівнів на вищі. Зокрема фабрики всіх трьох типів можуть буди побудовані лише на першому рівні, а лише потім вдосконалюватися.

### Фракції
- Об'єднана Федерація Землі (англ. UEF) — галактична держава зі столицею на Землі, що прагне об'єднати людство. Її технології є фантастичними продовженнями сучасних (гусеничні танки, крокуючі роботи, вогнепальна і ракетна зброя, кутастий дизайн). Війська ОФЗ володіють найбільшим запасом міцності та містять найсильніші бойові одиниці першого технологічного рівня. Єдині володіють транспортною авіацією третього рівня.
- Кібрани (англ. Cybran) — фракція кіборгів, що бореться за свободу від гніту ОФЗ. Їхні війська комахоподібні, багато використовують для пересування лапи і футуристичну зброю: лазери, нанороботів. Володіють малим запасом міцності, зате послуговуються технологіями маскування і пригнічення ворожих машин електромагнітним імпульсом.
- Еон Ілюмінат (англ. Aeon Illuminate) — фракція, що перейняла технології й вірування знищеної цивілізації Серафимів і прагне навернути жителів галактики у свою віру. Їхні війська мають плавні форми, пересуваються завдяки левітації. Середні за міцністю і потужністю, вони зосереджені на обстрілі з дистанції, оснащені найміцнішими силовими щитами й ефективними тактиками оборони[3].

## Сюжет

### Передісторія
Вийшовши в космос, людство колонізувало велику кількість планет за допомогою переміщення крізь квантові тунелі. Це почало еру процвітання, яка тривала поки вчений Густав Брекмен не об'єднав розум людини зі штучним інтелектом шляхом кіборгізації. Таких «вдосконалених» людей було названо симбіонтами. Вони зажадали від Земної Імперії незалежності задля подальшого вільного розвитку. Та у відповідь насильно ввела програму покірності всім, хто мав імпланти, зробивши їх фактично рабами. Брекмен втік з найвірнішими соратниками і заснував націю Кібранів (англ. Cybran), метою якої стало звільнення симбіонтів від програми покірності.
На віддалених планетах виникла й інша фракція — Еон (англ. Aeon), яка перейняла вчення «Шлях» від знищеної Земною імперією раси Серафимів та навертала у свою віру, або знищувала всіх «невірних».
Земна Імперія через усе це розвалилася і на її руїнах виникла Об'єднана Федерація Землі (англ. UEF), метою якої є об'єднати людство з центром управління на Землі. Вершиною їхньої інженерної думки стала Броньована Командна Одиниця. Але війна між фракціями затягнулася на цілу тисячу років і ось її фінал наближається. ОФЗ створили зброю «Чорне Сонце», здатну руйнувати на відстані цілі планети. В залежності від сторони, яку вибере гравець, залежить як і проти кого буде використана ця зброя.

### Кампанія ОФЗ
ОФЗ майже завершили створення «Чорного Сонця», але в цей час Еон і Кібрани збільшують свій вплив. Гравець виступає в ролі новопризначеного перспективного лейтенанта, який підпорядковується президенту Аллену Райлі, полковнику Захарію Арнольду та генералу Саманті Кларк. Першим завданням є операція на планеті Капелла, де, як підозрюється, Кібрани готують повстання. Вороги відступають, та в цей час надходять відомості, що Кібрани викрали доктора Свінні, який працює над «Чорним Сонцем».
Гравця відсилають на планету Лютіен з дослідними комплексами, на яку зазіхає Еон. Один з дослідних центрів пошкоджений і вибухне, якщо вчасно його не полагодити. Приймається рішення про евакуацію планети, чому перешкоджає Еон. За успішне виконання завдань гравець підвищується в званні до капітана. Еон загрожує колонії Матар, де битися доводиться на островах. При цьому Квантова Брама на планеті несправні, тому гравець висаджується один, а не з полковником Арнольдом, як планувалося. Він прибуває пізніше, та гине під натиском противника. Лідер Еону, принцеса Бурк, яка перебуває на планеті, високо оцінює здібності гравця, обіцяючи ще зустрітися.
Несправність Брами виявляється справою Кібранів — вони запустили вірус в систему Брам, який продовжує поширюватися. Одне з його джерел знаходиться на планеті Кібранів Мінерва глибоко в території противника. Гравець повинен добути з дослідних центрів на планеті дані для протидії вірусу. Коли досить центрів захоплено, відкривається, що Свінні знаходиться там, Кібрани змусили його працювати над вірусом. Визволений вчений доповідає, що на планеті знаходиться і сам Брекмен, але той тікає.
Попри ці успіхи, вірус не вдається зупинити, а Кібрани та Еон наступають на багатьох фронтах. Залишається встигнути завершити і використати «Чорне Сонце», доставивши на Землю його деталі. Гравцеві доручається охороняти установку, розміщену на Гаваях, що ускладнюється аварією літака, який віз останні деталі. В цей час Кібрани піднімають повстання по всій Землі, а Еон висаджуються на сусідніх островах.
Коли установка заряджається, її постріл через квантові тунелі знищує ключові планети Кібранів з Еоном. Вони змушені прийняти мир і відшкодувати збитки, завдані під час війни. ОФЗ вступає в нову еру панування над галактикою.

### Кампанія Кібранів
Командувач Іванна Достя, аташе Брекмена, дає завдання підняти повстання і визволити симбіонтів на планеті Фіви II за допомогою Матриці визволення. Там же діє й Еон, але гравцеві вдається виконати завдання.
Для створення квантового вірусу, здатного нашкодити ОФЗ, Кібранам потрібна технологія Серафимів, яка тепер належить Еону. Гравець висаджується на священній планеті Оріон, причому на ній немає Брами для повернення, її ще потрібно збудувати. Брекмен повинен покинути штаб на Міневрі через наближення сил ОФЗ. Це і повинен забезпечити гравець, а також вивезти захопленого раніше Свінні. На Проціоні потрібно захистити один з головних комп'ютерів Кібранів. Комп'ютерна мережа посвячує гравця в плани фракції: вірус знищить Квантові Брами по всій галактиці, зробивши неможливою подальшу війну, і звільнить симбіонтів.
Брекмен, дослідивши інформацію про «Чорне Сонце», змінює свій задум. За допомогою цієї установки він сподівається звільнити всіх симбіонтів, передаючи через неї сигнал від Матриці звільнення. Аби добути коди доступу до установки, необхідно звільнити полонених від ОФЗ. Після отримання кодів Кібрани піднімають повстання на Землі. Гравця відправляють до «Чорного Сонця», щоб завантажити в нього потрібну інформацію.
Постріл з установки стирає у всіх симбіонтів програму покірності і дає їм свободу. Але це перевантажує мережу Квантових Брам, телепортації між планетами стають недоступні терміном на 5 років. Гравець залишається на Землі і слухає залишене повідомлення Брекмена про те, що за 5 років мережа буде відновлена, а тим часом нехай на Землі буде створене суспільство, в якому всі вільні. Наприкінці повідомлення Брекмен говорить, що втомився жити, а гравець є його клоном.

### Кампанія Еону
Всередині Еону Аватар війни Джаран Марксон бореться за владу, а принцеса Ріана Бурк шукає того, хто достойно виконуватиме «Шлях». Таким і виступає гравець в ролі жінки зі званням лицаря. Радник Тот і Марксон дають завдання допомогти силам Еону на Рігелі в боротьбі з ОФЗ. Далі Еон готує плацдарм для нападу на ОФЗ на планеті Зета Пса, захопленій Кібранами. В ході наступної операції Еон навертають командувача ОФЗ у свою віру і той розповідає про «Чорне Сонце». Принцеса, побачивши в видіннях планету Проціон, але не розуміючи, що саме привернуло її увагу, відправляє гравця туди.
На Ерідані відбувається переманювання прихильників Марксона на бік принцеси, оскільки Марксон вбиває всіх підряд чим суперечить «Шляху». Принцеса розуміє, що бачила на Проціоні штучний інтелект Кібранів, який планує використати, щоб зв'язатися з усіма жителями галактики через Квантову Браму при пострілі «Чорного Сонця». Уряд Еону впевнюється в злочинах Марксона і стає лояльнішим до принцеси. Марксон же пробивається до Землі в прагненні знищити її, і вбиває радника Тот.
Гравець прибуває на Землю, щоб зупинити Марксона і не дати ОФЗ та Кібранам застосувати «Чорне Сонце». Ріана влітає в промінь установки, «Чорне Сонце» руйнується, а сама принцеса стає вищою істотою, яка бачить майбутнє без війн. Однак, в сцені після титрів вона промовляє «ні», бачачи своїм ясновидінням щось жахливе.

## Оцінки й відгуки
| Агрегатор    | Оцінка                |
| ------------ | --------------------- |
| GameRankings | 87% (PC) 59 % (X360)  |
| Metacritic   | 86 % (PC) 56 % (X360) |

| Видання                      | Оцінка                  |
| ---------------------------- | ----------------------- |
| Computer and Video Games     | 9/10 (PC)               |
| Eurogamer                    | 9/10 (PC)               |
| Game Informer                | 9/10 (PC) 5.5/10 (X360) |
| GameSpot                     | 8.7/10 (PC)             |
| GameSpy                      | 4.5/5 (PC) 3/5 (X360)   |
| IGN                          | 9/10 (PC) 4.5/10 (X360) |
| Official Xbox Magazine (США) | 8.0/10                  |

Гра отримала високі оцінки для ПК-версії та значно нижчі для Xbox 360. На агрегаторі Metacritic вони склали 86 % (ПК) і 56 % (Xbox 360).
IGN оцінили Supreme Commander в 9/10, оглядач Чарльз Он'єтт дав грі Вибір редакторів. Зокрема схвалення отримали інтуїтивний і доцільний стратегічний масштаб, автоматизація діяльності бази. Але системні вимоги і пошук шляхів військами на воді згадувалися як слабкі сторони гри. IGN UK поставили оцінку 8.9/10, вказуючи на незручний інтерфейс.

## Доповнення
Основна стаття: Supreme Commander: Forged Alliance
6 листопада 2007 вийшов самостійний аддон, що не вимагає самої гри, під назвою «Supreme Commander: Forged Alliance» (укр. Викуваний Альянс). У ньому з'явилася нова раса — Серафими, єдина для 3-х фракцій кампанія і 110 нових юнітів, включаючи експериментальні. Родовища матерії стали більш значущими навіть на пізніх етапах гри; інтерфейс був серйозно перероблений для більшої зручності: з'явилася можливість зберігати чергу забудови, дивитися пасажирів пересувних фабрик («Цар», «Атлантида»), показуються радіуси атаки, зору, щитів та ін. при виділенні; графіка незначно поліпшилася. У першій частині канонічним можна вважати закінчення за ОФЗ.